# Джон Лайтон Сінг
Джон Лайтон Сінг (англ. John Lighton Synge, 23 березня 1897 року, Дублін — 30 березня 1995 року, Дублін) — ірландський математик і фізик.

## Життєпис
Народився 1897 року в Дубліні, у протестантській родині і навчався в Андріївському коледжі Дубліна. Вступив у Дублінський Триніті-коледж 1915 року.
Виграв конкурс на стипендію в перший рік, хоча зазвичай стипендію давали студентам третього курсу.
Ще студентом він помітив нетривіальні помилки в підручнику математичного аналізу і повідомив про них автора — Віттекера.
1919 року здобув ступінь магістра з математики та експериментальної фізики, також відзначений золотою медаллю за видатні успіхи.
Сінга призначили на посаду лектора в Триніті-коледжі.
Від 1920 до 1925 року Сінг був асистентом професора математики в Торонтському університеті.
Там він відвідував лекції Людвіка Зільберштейна з теорії відносності. Це підштовхнуло його до написання замітки «A system of space-time co-ordinates», що вийшла в Nature 1921 року.
Сінг повернувся в дублінський Триніті-коледж 1925 року, де отримав позицію і був призначений на кафедру натурфілософії.
Повернувся в Торонто 1930 року. Був призначений професором прикладної математики і став завідувачем кафедри прикладної математики. 1940 року керував роботою трьох китайських студентів, Го Юнхуая, Цяня Вейчана і Ліня Цзяцяо, які згодом стали провідними фахівцями прикладної математики в Китаї та США.
Частину 1939 року він провів у Принстонському університеті, а 1941 року був запрошеним професором в Університеті Брауна. 1943 року призначено головою математичного факультету Університету штату Огайо. Три роки по тому він став завідувачем кафедри математики в Технологічному інституті Карнегі в Піттсбурзі, де одним з його учнів був Джон Неш. У період між 1944 і 1945 роком короткий час займався математичною балістикою у ВПС США.
Повернувся до Ірландії 1948 року і зайняв посаду старшого професора в школі теоретичної фізики Дублінського інституту перспективних досліджень.
Пішов у відставку 1972 року.
Помер 30 березня 1995 року в Дубліні.

### Сім'я
1918 року одружився з Елеонор Мейбл Аллен. Дочки: Маргарет (Пегін), Кетлін і Ізабел народилися в 1921, 1923 і 1930 роках, відповідно.
Дочка Сінга Кетлін Моравец також відома математикиня. Його дядько, Джон Міллінгтон Сінг, був відомим драматургом. Його далекий родич Річард Лоренс Міллінгтон Сінг здобув 1952 року Нобелівську премію з хімії. Старший брат, Едвард Хатчінсон Сінг, також відзначений стипендією в Триніті з математики, і, хоча його досягнення часто опиняються в тіні знаменитішого брата, він відомий новаторськими роботами в галузі оптики, особливо в ближньопільній оптичній мікроскопії.

## Внесок у науку
- Лема Сінга
- Вплинув на відкриття метрики Шварцшильда.

## Визнання
- Член Лондонського королівського товариства у 1943 році.
- Член Королівського товариства Канади.
- Член Ірландської Королівської академії.
- Президент Ірландської Королівської академії від 1961 до 1964 року.
- Перший лауреат Медалі Торі[en] Королівського товариства Канади.
- Медаль Бойля[en] Королівського товариства Дубліна[en] 1972 року.[13]
- Премія Сінга[en], заснованаКоролівським товариством Канади 1986 року.

## Вибрані публікації
- Principal Directions in a Riemann Surface // Proceedings of the National Academy of Sciences of the United States of America : journal. — 1922. — Vol. 8, no. 7 (27 March). — P. 198—203. — Bibcode:1922PNAS....8..198S. — DOI:10.1073/pnas.8.7.198. — PMID 16586876 .
- Principal Directions in the Einstein Solar Field // Proceedings of the National Academy of Sciences of the United States of America : journal. — 1922. — Vol. 8, no. 7 (27 March). — P. 204—207. — Bibcode:1922PNAS....8..204S. — DOI:10.1073/pnas.8.7.204. — PMID 16586877 .
- A generalisation of the Riemannian line-element // Trans. Amer. Math. Soc.. — 1925. — Vol. 27, no. 1 (27 March). — P. 61—67. — DOI:10.1090/s0002-9947-1925-1501298-7.
- The apsides of general dynamical systems // Trans. Amer. Math. Soc.. — 1932. — Vol. 34, no. 3 (27 March). — P. 481—522. — DOI:10.1090/s0002-9947-1932-1501649-7.
- On the Expansion or Contraction of a Symmetrical Cloud under the Influence of Gravity // Proceedings of the National Academy of Sciences of the United States of America : journal. — 1934. — Vol. 20, no. 12 (27 March). — P. 635—640. — Bibcode:1934PNAS...20..635S. — DOI:10.1073/pnas.20.12.635. — PMID 16587921 .
- Geometrical optics — an introduction to Hamilton's method. Cambridge 1937.
- The absolute optical instrument // Trans. Amer. Math. Soc.. — 1938. — Vol. 44, no. 1 (27 March). — P. 32—46. — DOI:10.1090/s0002-9947-1938-1501960-5.
- with Byron Griffith: Principles of Mechanics. McGraw Hill 1942, 3rd edn. 1959.
- The hypercircle in mathematical physics — a method for the solution of boundary value problems. Cambridge 1957.[14]
- Classical dynamics. In: Siegfried Flügge (ed.): Handbuch der Physik — Prinzipien der klassischen Dynamik und Feldtheorie. 1960.
- Relativity — the General Theory. North Holland 1960.[15]
- General Relativity. In: DeWitt (ed.): Relativity, Groups and Topology. Les Houches Lectures 1963.
- with Alfred Schild: Tensor Calculus. University of Toronto Press, 1949,[16] rev. edn. 1956, 1964, corr. printing 1969, 1981; Dover, 1978, 2009.
- Relativity: The Special Theory. North Holland, 1956,[17] 2nd edn. 1965, 1972.
- Talking about relativity. North Holland 1970.